# Johann Kaspar Zeuss

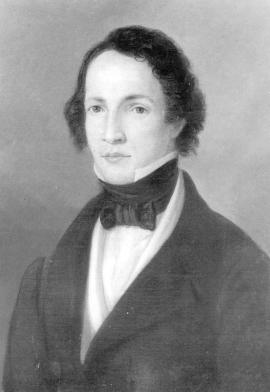
Johann Kaspar Zeuss

Johann Kaspar Zeuss (ur. 22 lipca 1806, zm. 10 listopada 1856) – niemiecki uczony, językoznawca. Zajmował się gramatyką porównawczą języków celtyckich i jest uważany za twórcę nowoczesnej celtologii.
Johann Kaspar Zeuss urodził się 22 lipca 1806 w Górnej Frankonii. Rodzice chcieli, aby został duchownym, ale on wybrał karierę naukowca. Studiował na Uniwersytecie w Monachium. Potem był nauczycielem gimnazjalnym. Przez pewien czas był wykładowcą swojego uniwersytetu, ale zrezygnował z posady ze względu na zły stan zdrowia. Uczył też w szkołach średnich w Spirze i w Bambergu. Uniwersytet w Erlangen przyznał mu doktorat honorowy.

## Prace
Głównym dziełem Johanna Kaspara Zeussa jest Grammatica Celtica. Uczony udowodnił w niej pokrewieństwo języków celtyckich i zarazem pokazał ich miejsce w rodzinie języków indoeuropejskich. Wnioski oparł na drobiazgowej analizie tekstów pozyskanych w ciągu wielu podróży po wielu ośrodkach akademickich. Po śmierci Zeussa jego gramatyka została poprawiona i powtórnie wydana w 1871 roku przez Hermanna Ebela. Do chwili obecnej służy celtologom.